# Cerodontha sudzukhensis
Cerodontha sudzukhensis är en tvåvingeart som beskrevs av Zlobin 1993. Cerodontha sudzukhensis ingår i släktet Cerodontha och familjen minerarflugor. Inga underarter finns listade i Catalogue of Life.